# Laurel dans la jungle
Pour plus de détails, voir Fiche technique et Distribution.
Laurel dans la jungle (titre original : Roughest Africa) est un film muet américain, réalisé par Ralph Ceder, sorti le 30 septembre 1923.

## Synopsis
Deux explorateurs anglais, le professeur Laurello et le lieutenant Downe, partent de chez eux pour aller prendre des animaux en photographie. Les deux hommes sont initialement basés dans une ville d'Afrique nommée « Hollywood » et rejoignent une autre ville africaine « Los Angeles ». L'action débute par le départ de l'explorateur Professeur Stanislaus Laurello qui laisse sa femme, Mme Laurello, dans la ville de « Hollywood ». 
Le premier animal que cherche à prendre en photo est un porc-épic mais Laurello reçoit une coquille jetée sur la tête par un singe et il tombe sur les fesses sur le porc-épic. Par la suite, il tente de mettre en place un piège pour attirer une autruche avec un chapelet de saucisses et une trappe camouflée dans le sol. Cette dernière ne fonctionne pas quand l'autruche arrive et finalement Downe décide d'aller faire la sieste.
Un ours brun sort de sa tente et les deux compères essaient dans un premier temps de le chasser avant d'être poursuivi par leur proie. Finalement, la trappe fonctionne et l'ours tombe dans le piège mais alors que Laurello veut se faire prendre en photographie au-dessus de la trappe, un singe actionne le mécanisme et Laurello rejoint l'ours dans le trou.
La seconde partie du film présente Laurello qui cherche à tuer un éléphant alors qu'un indigène lui conseille de tirer entre les yeux. L'éléphant ne reste pas immobile et alors que les deux compères essaient de le déplacer, il s'assoit sur le côté et sur les pieds de Downe. Finalement l'éléphant se relève et arrose les deux explorateurs puis mange le pistolet de Laurello. Ce dernier tente d'accrocher un autre pistolet à un fil pour pouvoir tuer l'éléphant de l'intérieur et lorsqu'il tire sur la gâchette, l'éléphant est projeté en l'air et Laurello peut enfin poser avec son trophée.
La dernière partie du film voit Laurello tenter d'attirer le lion avec un violoncelle. Downe le défie d'attraper un lion avec un tel instrument et lui promet que s'il réussit, il s'en ira chasser la girafe avec une clarinette. Laurello réussit à attirer le lion puis est coursé par ce dernier et le conduit vers un piège où le lion est capturé. Le lion parvient à s'enfuir et se réfugie dans un trou. Laurello le suit pour le débusquer mais finalement en ressort chassé par toute une meute pendant trois jours. La course se poursuit jusqu'à une rivière où Laurello plonge mais il se fait alors chasser par des crocodiles. Finalement, Laurello fuit en voiture où il trouve un putois qu'il chasse de sa voiture.

## Fiche technique
- Titre original : Roughest Africa
- Titre français : Laurel dans la jungle
- Réalisation : Ralph Ceder
- Photographie : Frank Young et George Stevens
- Producteur : Hal Roach
- Pays d'origine :  États-Unis
- Langue : anglais
- Format : Noir et blanc — 35 mm — 1,33:1 — Muet
- Genre : Comédie burlesque
- Durée : 29 minutes
- Date de sortie : 
  - États-Unis : 30 septembre 1923

## Distribution
- Stan Laurel : Professeur Stanislaus Laurello (grand chef)
- Katherine Grant : Mrs. Laurello
- James Finlayson : Lieutenant Hans Downe (petit chef)
- George Rowe : un indigène

Les indigènes du film sont joués par des hommes blancs maquillés et vêtus de cagoules et combinaisons noires.

## Sources
- DVD «  Stan Laurel - 16 courts métrages - 1923-1925 », 2008 - publié par MK2

1. ↑  (en) Présentation du film sur http://www.silentera.com/